# Pterostylis aciculiformis
Pterostylis aciculiformis är en orkidéart som först beskrevs av William Henry Nicholls, och fick sitt nu gällande namn av Mark Alwin Clements och David Lloyd Jones. Pterostylis aciculiformis ingår i släktet Pterostylis och familjen orkidéer. Inga underarter finns listade i Catalogue of Life.